# يلينا دانيلوفا
يلينا دانيلوفا (بالروسية: Данилова, Елена Юрьевна)‏ هي لاعبة كرة قدم روسية، ولدت في 17 يونيو 1987 في فارونيش في روسيا. شاركت مع منتخب روسيا لكرة القدم للسيدات. أما مع النوادي، فقد لعبت مع WFC Rossiyanka ‏.

## وصلات خارجية
- إيلينا دانيلوفا على موقع الاتحاد الدولي (مؤرشف)  (الإنجليزية)
- إيلينا دانيلوفا على موقع الاتحاد الأوربي (الإنجليزية)
- إيلينا دانيلوفا على موقع قاعدة بيانات كرة القدم.إي يو (الإنجليزية)
- إيلينا دانيلوفا على موقع Soccerway.com (الإنجليزية)
- إيلينا دانيلوفا على موقع عالم كرة القدم.نت (الإنجليزية)